# Fujeira (cidade)
Fujeira (em árabe: الفجيرة; romaniz.: Fujairah) é uma cidade dos Emirados Árabes Unidos situada no emirado de Fujeira, ao qual serve como capital. Segundo censo de 2016, tinha 92 226 habitantes.